# Corneille Heymans
Corneille Jean Francois Heymans, född 28 mars 1892 i Gent, Belgien, död 18 juli 1968 i Knokke-Heist, var en belgisk fysiolog och nobelpristagare, som tilldelades Nobelpriset i fysiologi eller medicin för sina undersökningar om hur andningen regleras, bland annat via blodets fysiska och kemiska egenskaper. Han var professor i Gent 1922–1962.

## Biografi
Heymans studerade vid jesuitskolan Sankta Barbara i Gent och sedan vid Gents universitetet, där han avlade doktorsexamen 1920. 
Därefter arbetade han i omgångar vid Collège de France (under E. Gley), Lausannes universitet (under M. Arthus), Wiens universitet (under H. H. Meyer), University College London (under E. H. Starling) och Case Western Reserve University School of Medicine (under H. H. Meyer), University College London (under E. H. Starling) och Case Western Reserve University School of Medicine (under C. F. Wiggers). År 1922 blev Heymans lektor i farmakodynamik vid Gents universitet och 1930 efterträdde han sin far, Jean-François Heymans, som professor i farmakologi samt utnämndes till chef för institutionen för farmakologi, farmakodynamik och toxikologi och direktör för J. F. Heymans-institutet.
Heymans gifte sig 1929 med ögonläkaren Berthe May (1892–1974) och fick fem barn. Han dog i Knokke av en stroke.

## Vetenskapligt arbete
Heymans tilldelades Nobelpriset för att ha visat hur blodtrycket och syrehalten i blodet mäts i kroppen och överförs till hjärnan via nerverna och inte av själva blodet. 
Han åstadkom detta genom vivisektion av två hundar, huvudet på en ansluten till kroppen endast av nerver, och den andras kropp användes för att korsöverstå (leverera blod) till den första hundens huvud. Heymans fann att den första hundens uppåt och nedåt kardiovaskulära reflexbågetrafik bars av de egna vagusnerverna, men medel som introducerades till den andra hundens blod, som tjänade den första hundens hjärna, inte hade någon effekt. Han använde ett liknande experiment för att visa vilken roll perifera kemoreceptorer spelar i andningsregleringen, för vilken han fick sitt Nobelpris.
Han var chefredaktör för Archives Internationales de Pharmacodynamie et de Thérapie i många år. Han var ledamot av Pontificia Academie
Scientiarum, Franska vetenskapsakademien och Royal Society of
Arts of Great Britain.
Gruppen av fysioterapeuter som arbetade under Heymans vid Gent University letade efter den anatomiska grunden för andningsreflexen vid karotissinus. Det var avgörande att den spanska neurohistologen Fernando de Castro Rodríguez (1898–1967) i detalj beskrivit innervationen i aortakarotidregionen som begränsande av förekomsten av baroreceptorer till karotissinus, utan att istället kemoreceptorer till karotidkroppen, blev för den belgiska gruppen att flytta sitt fokus från den första till den mycket lilla andra strukturen för att fysiologiskt visa arten och funktionen hos de första blodkemoreceptorerna. Bidraget från den unge de Castro, kanske den sista direkta eleven till Santiago Ramón y Cajal (1852–1934; tilldelad Nobelpriset i fysiologi eller medicin 1906), förbisågs vid den tidpunkten, men det erkändes senare att han förtjänat att dela Nobelpriset med sin kollega och vän Heymans.

## Utmärkelser och hedersbetygelser
- Heymans invaldes 1963 som utländsk ledamot av Kungliga Vetenskapsakademien.
- Månkratern Heymans har tilldelats hans namn
- Nobelpriset i fysiologi eller medicin, 1938.